# Огунлеве, Сейе
Адесейе Акинола «Сейе» Огунлеве (англ. Adeseye Akinola "Seye" Ogunlewe; род. 30 августа 1991, Лагос) — нигерийский легкоатлет, специалист по бегу на короткие дистанции. Выступает за сборную Нигерии по лёгкой атлетике с 2014 года, чемпион Африки, победитель и призёр соревнований национального значения, участник летних Олимпийских игр в Рио-де-Жанейро.

## Биография
Сейе Огунлеве родился 30 августа 1991 года в Лагосе, Нигерия. Сын высокопоставленного нигерийского политика Адесейе Огунлеве, занимавшего пост министра труда.
Во время учёбы в старшей школе играл в футбол, но затем перешёл в спринтерский бег. В 2008 году переехал на постоянное жительство в Ирландию, где в 2009 и 2010 годах выиграл местные национальные первенства среди школьников. Позже учился в Эссекском университете в Англии, получил здесь учёную степень в области политики и права.
Первого серьёзного успеха на взрослом международном уровне добился в сезоне 2014 года, когда вошёл в основной состав нигерийской национальной сборной и одержал победу в эстафете 4 × 100 метров на чемпионате Африки в Марракеше (стартовал только на предварительном квалификационном этапе). Выступил также на Играх Содружества в Глазго, но здесь попасть в число призёров не смог.
В 2015 году участвовал в Африканских играх в Браззавиле, финишировал пятым в беге на 100 метров, тогда как в эстафете 4 × 100 метров занял второе призовое место, однако их команда была дисквалифицирована за ошибку при передаче эстафетной палочки.
Благодаря череде удачных выступлений удостоился права защищать честь страны на летних Олимпийских играх 2016 года в Рио-де-Жанейро — в программе мужского бега на 100 метров показал время 10,26 секунды и не смог преодолеть предварительный квалификационный этап.
После Олимпиады Огунлеве остался в составе легкоатлетической команды Нигерии и продолжил принимать участие в крупнейших международных стартах. Так, в 2018 году он побывал на домашнем чемпионате Африки в Асабе, откуда привёз награду серебряного достоинства, выигранную в эстафете 4 × 100 метров. Участвовал в Играх Содружества в Голд-Косте.
В 2019 году на соревнованиях в немецком Релингене обновил свой личный рекорд в беге на 100 метров, показав время 10,11 секунды.